# Парламентские выборы в Сальвадоре (2009)
Парламентские выборы в Сальвадоре состоялись 18 января 2009 года.
Победу на них одержала оппозиционная партия Фронт национального освобождения имени Фарабундо Марти (ФНОФМ), которая завоевала 35 депутатских мандатов из 84.
Правящий Националистический республиканский альянс (НРС) потерял два депутатских места и получил 32 мандата в парламенте. Однако НРС вместе с Христианско-демократической партией (5 мест) и Партией национального примирения (11 мандатов), располагает большинством голосов в парламенте. У этого консервативного блока 48 мандатов.
| Партии и блоки                                                                                              | Голоса  | %     | Места |
| --- | ------- | ----- | ----- |
| Фронт национального освобождения имени Фарабундо Марти (Frente Farabundo Martí para la Liberación Nacional) | 943,936 | 42.6  | 35    |
| Националистический республиканский альянс (Alianza Republicana Nacionalista)                                | 854,166 | 38.55 | 32    |
| Партия национального примирения (Partido de Conciliación Nacional)                                          | 194,751 | 8.79  | 11    |
| Христианско-демократическая партия (Partido Demócrata Cristiano)                                            | 146,904 | 6.63  | 5     |
| Демократическая перемена (Cambio Democrático)                                                               | 46,971  | 2.12  | 1     |
| Всего |         |       | 84    |